# Нокс Сити (Мисури)
Нокс Сити (енгл. Knox City) град је у америчкој савезној држави Мисури.

## Демографија
По попису из 2010. године број становника је 216, што је 7 (-3,1%) становника мање него 2000. године.
| Група             | 2000.       | 2010.       |
| Белци             | 217 (97,3%) | 212 (98,1%) |
| Афроамериканци    | 0 (0,0%)    | 0 (0,0%)    |
| Азијати           | 0 (0,0%)    | 0 (0,0%)    |
| Хиспаноамериканци | 4 (1,8%)    | 0 (0,0%)    |
| Укупно            | 223         | 216         |